# France 3 Occitanie

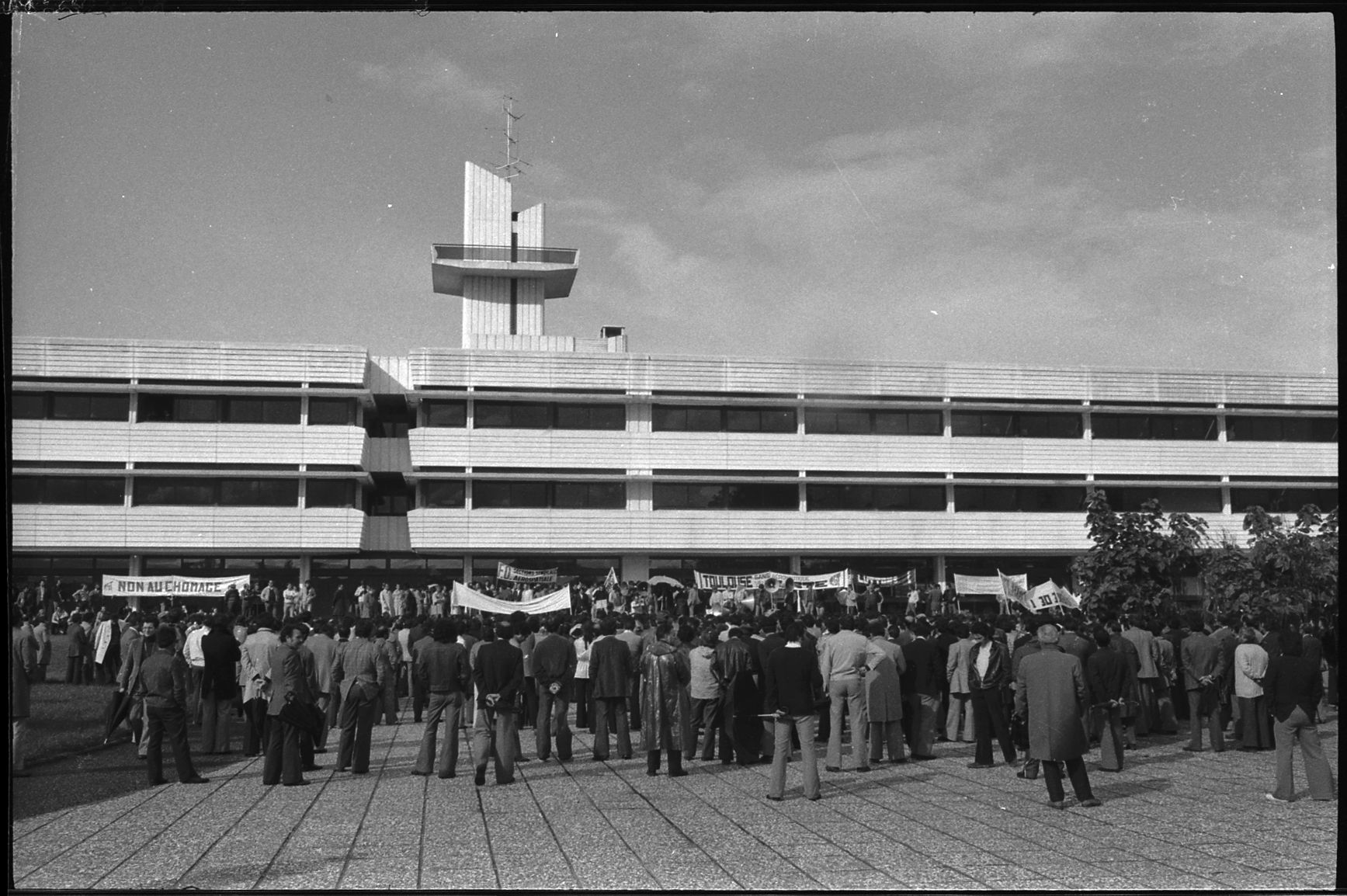
24 de setembre de 1974, vista de manifestants davant les oficines de l'ORTF. Avui seu de France 3 Occitanie

France 3 Occitanie és una de les 13 direccions regionals i territorials de France 3 (grup France Télévisions) que reuneix dues sucursals locals a la regió administrativa d'Occitània: France 3 Languedoc-Roussillon i France 3 Midi-Pyrénées.

## Història
Per complir amb la nova divisió administrativa resultant de la reforma territorial de 2014 i del desig de duplicar el temps d’emissió dels programes regionals, la direcció de France Télévisions anuncia el 15 desembre de 2016 una reorganització de la seva xarxa regional pel gener de 2017. Els 4 pols de governança, resultants de la divisió del 2009, s'abandonen a favor de 13 direccions regionals, que corresponen als límits administratius de les regions de la reforma territorial del 2014. Les 24 antennes es mantenen al sí de les 13 direccions regionals.
El gener de 2017 es crea l’oficina regional de France 3 Occitanie, que reuneix les sucursals de proximitat de France 3 Languedoc-Roussillon i France 3 Midi-Pyrénées .

## Objectius
Proposar informes regionals a les seccions de notícies de France 3 (12/13 i 19/20) gràcies a dues redaccions principals (Tolosa i Montpeller) i quatre redaccions locals (Albi, Nimes, Perpinyà, Rodés).
France 3 Occitanie també agrupa al seu lloc web el contingut difós a France 3 Languedoc-Roussillon i France 3 Midi-Pyrénées i processa informació de la regió en temps real.
Director regional: Rose Filippi Paolacci que succeeix a Carlos Bélinchon.
Editors: Hélène Vergne (Tolosa de Llenguadoc) i Christophe Chassaigne (Montpeller).